# Hardieopteridae
Hardieopteridae ist eine Familie der Unterordnung Stylonurina aus der Ordnung der Seeskorpione (Eurypterida).

## Merkmale
Bei den Arten aus der Familie Hardieopteridae hatte das Metastoma am hinteren Ende eine Kerbe und seitliche Pleuren. Die prosomalen Gliedmaßen II bis IV sind nicht bekannt, V war stachelig und VI nicht (Hardieopterus-Typ). Das Telson war keulenförmig.

## Fundorte
Vertreter der Familie Hardieopteridae wurden in Nordamerika (Bundesstaaten New York und Pennsylvania) und Europa (Deutschland, England und Schottland) gefunden.

## Systematik
Die Familie wurde 1989 von Victor P. Tollerton Jr. aufgestellt. Sie beinhaltet nach Lamsdell, Braddy & Tetlie 2010 folgende Gattungen:
- Hallipterus
- Hardieopterus
- Tarsopterella